# CrazyShow
CrazyShow – limitowana edycja albumu zespołu Alphaville z czterema płytami CD, na których m.in. znalazły się covery trzech piosenek: "Do the Strand", "Something" i "Diamonds Are Forever". Album jest sequelem kompilacji Dreamscapes, która zawierała płyty CD 1−8.

## Lista utworów
CD 9 - The Terrible Truth About Paradise
1. "State of Dreams" (Bloss, Stephan Duffy, Gold) – 6:32
2. "Ship of Fools" – 4:35
3. "Zoo" (Bloss, Mark Ferrigno, Gold) – 5:54
4. "See Me Thru" – 3:48
5. "Upside Down" – 5:09
6. "And as for Love" – 4:10
7. "Girl From Pachacamac" (Gold, Martin Lister) – 4:10
8. "Carry Your Flag" – 5:43
9. "Moongirl" – 5:07
10. "Return to Paradise Part 2" – 7:44
11. "Those Wonderful Things" (Blankleder, Bloss, Gold, Montrucchio) – 5:17
12. "On the Beach" – 10:26

CD 10 - Last Summer on Earth
1. "Wonderboy" – 3:37
2. "Hurricane" – 5:57
3. "Do the Strand" (Bryan Ferry) – 5:15
4. "Still Falls the Rain" (Janey Diamond, Gold, Lister) – 4:24
5. "Ways" (Gold, Lister) – 5:56
6. "The II Girlz" (Bloss, Gold, Gurkin) – 4:55
7. "Heartbreaker" (Bloss, Gold, Lister) – 2:05
8. "Waiting 4 the Nu Lite" – 6:47
9. "Shadows She Said" – 4:33
10. "CrazyShow" (Gold, Klaus Schulze) – 9:01
11. "Moonboy (Thank You)" – 4:59
12. "Miracle Healing" – 4:59

CD 11 - Stranger Than Dreams
1. "Stranger than Dreams" – 3:48
2. "Giants" (Ricky Echolette, Gold, Bernhard Lloyd) – 4:05
3. "Wish You Were Dead/Wishful Thinking" (Echolette, Gold, Lloyd) – 4:34
4. "About a Heart" (Gold, Lister) – 4:42
5. "For the Sake of Love" – 3:51
6. "Sounds Like a Melody" (Gold, Bernhard Lloyd, Frank Mertens) – 4:20
7. "Something" (George Harrison) – 3:56
8. "Because of U" – 4:30
9. "Inside Out / Thou Shalt Not Remix" (Echolette, Gold, Lloyd) – 4:25
10. "The Opium Den" (Gold, Schulze) – 6:51
11. "Last Summer on Earth" – 4:44
12. "Diamonds are 4 Eva" (John Berry, Don Black) – 3:13

CD 12 - WebSiteStory
1. "Return to Paradise Part 1" – 3:04
2. "State of Dreams" – 4:23
3. "Scum of the Earth" – 3:34
4. "Upside Down" – 5:54
5. "Shadows She Said" – 4:30
6. "First Monday in the Y3K" – 3:04
7. "MoonGirl" – 4:32
8. "Waiting 4 the Nu Lite" – 4:19
9. "Those Wonderful Things" (Blankleder, Bloss, Gold, Montrucchio) – 4:52
10. "C Me Thru" – 3:32
11. "MoonBoy" – 4:19
12. "Miracle Healing" – 21:22